# Alexisquartier
Das Alexisquartier ist eine in Bau befindliche Wohnsiedlung im Stadtteil Neuperlach der bayerischen Landeshauptstadt München. Namengebend ist der Alexisweg, der das Planungsgebiet an seiner östlichen Seite begrenzt und nach dem deutschen Schriftsteller Willibald Alexis (1798–1871) benannt ist.

## Geschichte
Das Quartier am südöstlichen Stadtrand von München entsteht auf dem Gelände des ehemaligen Kieswerks Piederstorfer, einem der letzten großen Freiflächen in München. Im Juli 2014 wurde mit der Vorplanung begonnen. 2014 lobten die beiden Bauträger Demos Wohnbau und Büschl Unternehmensgruppe abgestimmt mit der Münchner Stadtverwaltung einen nichtoffenen Planungswettbewerb aus. Als Sieger ging daraus der Entwurf der Büros Riegler Riewe Architekten, Graz, Yellow Z Stadtplanung, Berlin, und Lad Landschaftsarchitektur Diekmann, Hannover, hervor. Auf einer Fläche von 12,8 Hektar sollen etwa 1300 Wohnungen für 3000 Menschen, drei Kindertagesstätten, Einzelhandel sowie Grün- und Freiflächen errichtet werden.
Am 13. Oktober 2022 beschloss der Münchner Kommunalausschuss, die Schreibweise der Kiewstraße in Kyivstraße zu ändern. Die Stadtratsfraktion DIE LINKE. / Die PARTEI stimmte gegen diese Umbenennung.

## Straßen
Zur Erschließung des Quartiers sind folgende Straßen geplant:
- Franz-Heubl-Straße (nach Franz Heubl)
- Hans-A.-Engelhard-Straße (nach Hans A. Engelhard)
- Hararestraße (nach der Partnerstadt Harare)
- Kyivstraße (nach der Partnerstadt Kiew)
- Veronastraße (nach der Partnerstadt Verona)
- Zenzl-Mühsam-Straße (nach Zenzl Mühsam)